# لوشس فاکس
لوشس فاکس (به انگلیسی: Lucius Fox) یک شخصیت خیالی مکمل در کتاب‌های کامیک آمریکایی منتشر شده توسط دی‌سی کامیکس است که اغلب با شخصیت ابرقهرمان بتمن در ارتباط است.

## زندگی سرگذشت
او در شرکت چندملیتی صنایع وین که متعلق به بروس وین (بتمن) است به عنوان دانشمند کار می‌کند. اکثر تجهیزات و ابزارکهای (گجت) مورد نیاز بتمن را او می‌سازد. همچنین در اغلب داستان‌ها از هویت واقعی بتمن خبر دارد.

## در رسانه‌ها
او در سه‌گانه شوالیه تاریکی با نقش‌آفرینی مورگان فریمن، کریس چاک در مجموعه تلویزیونی گاتهام و برخی انیمیشن‌هایی که از روی بتمن ساخته شده حضور دارد.
همچنین در سری بازی بتمن: آرکهام نیز به عنوان مشاور بروس وین و کسی که از هویت او آگاه است وجود دارد.